# Hypermétropie
 (février 2020).
Si vous disposez d'ouvrages ou d'articles de référence ou si vous connaissez des sites web de qualité traitant du thème abordé ici, merci de compléter l'article en donnant les références utiles à sa vérifiabilité et en les liant à la section « Notes et références ».
 Mise en garde médicale
L'hypermétropie (du grec ὑπέρμετρος / hupérmetros, « qui dépasse la mesure », et ὤψ / ṓps, génitif ὠπός / ōpós, « vue »,) est un trouble de la vision opposé à la myopie. Il est caractérisé par le fait que l'œil au repos possède un point focal optique en arrière de la rétine. Une forte accommodation peut être nécessaire pour former une image nette sur la rétine, pouvant entraîner une fatigue visuelle. La modification de la trajectoire des rayons lumineux à l'aide de verres correcteurs, de lentilles de contact ou d'une chirurgie réfractive sont des moyens de correction de l'hypermétropie.

## Description
D'un point de vue optique pur, l'hypermétropie est le contraire de la myopie : quand l'œil est au repos, il donne d'un objet distant une image qui serait focalisée en arrière de la rétine. L’œil hypermétrope est donc un œil dont le système optique n'est pas assez puissant. L'hypermétropie peut être corrigée grâce à des lentilles convergentes prescrites par l'ophtalmologue.
- « Serait », car les rayons lumineux ne peuvent évidemment pas traverser la paroi oculaire : ce n'est que théoriquement que l'image est focalisée en arrière de la rétine.
- « Au repos », c’est-à-dire sans intervention de l'accommodation. L'accommodation qui permet, dans la mesure du possible (voir presbytie), d'augmenter la puissance du système optique de l’œil, l'hypermétropie (l'accommodation « ramène » l'image formée en arrière de la rétine sur cette dernière).

Dans l'absolu, l'œil, toujours au repos (sans accommodation), verrait les objets d'autant plus flous qu'ils se rapprochent.
La faculté accommodative existe pour deux raisons : 
1. La petite taille de l'œil à la naissance et la perspective de croissance de l'œil. Tous les enfants qui auront une vue normale à la fin de leur croissance oculaire (10-12 ans) ont été des hypermétropes qui l'ignoraient. Un certain degré d'hypermétropie est donc nécessaire chez l'enfant : c'est l'hypermétropie physiologique, par opposition à l'hypermétropie-amétropie, stricto sensu ;
2. La nécessité d'augmenter la puissance dioptrique de l'œil pour la vision de près. L'accommodation décroît avec les années jusqu'à 60 ans (presbytie). Elle se stabilise généralement vers une dioptrie. Cette perte de capacité d'accommodation est le résultat de la diminution progressive depuis l'enfance de la plasticité du cortex cristallinien et de l'élasticité de la capsule cristallinienne. L'accommodation sera supprimée par la chirurgie du cristallin (à la suite d'une cataracte notamment : le cristallin est alors remplacé par un implant). La personne dépourvue de faculté accommodative ne peut alors voir net qu'à l'infini, c'est-à-dire environ 5 mètres et plus. De nouveaux implants donnent une meilleure profondeur de champ.

Cette association réflexe de l'accommodation et de la vision de près, c’est-à-dire de la convergence, rend compte du rôle majeur de l'hypermétropie dans les strabismes convergents.
En cas d'hypermétropie amétropie, l'hyper-accommodation permanente peut entraîner également une fatigue visuelle et se révèle fréquemment par une pseudo presbytie précoce.
L'hypermétropie-amétropie de l’adulte est le plus souvent inférieure à 6 dioptries. Elle peut être de valeur plus élevée, et dépasser 10 dioptries. Cette hypermétropie forte est habituellement associée à d’autres altérations de l’œil qui peuvent être à l’origine de complications sévères, de glaucome aigu en particulier.

## Causes possibles
L’hypermétropie est l'inadéquation de la puissance de l'œil par rapport à sa longueur.
Schématiquement, on peut distinguer :
- l'hypermétropie axiale (forme la plus fréquente) où la longueur du globe oculaire est plus courte pour une puissance statistiquement normale. Il existe habituellement à la naissance une hypermétropie axiale de 2 ou 3 dioptries qui diminue progressivement jusqu’à l’adolescence avec le développement de l’œil ;
- l'hypermétropie de puissance est en revanche attribuée à une puissance trop faible de l’œil par rapport à sa longueur qui est normale. Comme dans le cas de la myopie, l’hypermétropie de puissance peut être due soit à une anomalie de la courbure d’un dioptre oculaire, soit à une modification de l’indice de réfraction  d’un milieu transparent de l’œil :
  - l'hypermétropie de courbure cornéenne : dans ce cas, le défaut optique est une insuffisance de la courbure cornéenne congénitale (à la limite cornea plana), ou acquise (traumatisme ou  chirurgie cornéenne pour myopie),
  - une hypermétropie de courbure cristallinienne est fréquente avec l'âge et explique l'hypermétropisation fréquente acquise vers 55-60 ans. Elle peut aussi être accompagnée d'un pic hyperglycémique,
  - l'hypermétropie d’indice est due tout simplement à l'absence du cristallin sur l'axe optique (opération de la cataracte, luxation du cristallin) ou  à un cristallin artificiel de puissance insuffisante.

## Diagnostic
Les patients souffrant d'hypermétropie se plaignent souvent de céphalées, dues aux efforts nécessaires du cristallin pour accommoder en permanence et former une image nette sur la rétine.
Les autres symptômes peuvent être une fatigue visuelle, des picotements, une difficulté à se concentrer (surtout chez les enfants).
Il n'existe pas de baisse d'acuité visuelle, ni de près, ni de loin.
Le diagnostic d'hypermétropie se fait en utilisant soit un rétinoscope, soit une réfraction réfracteur-objectif automatisée ; soit des lentilles d'essai dans une monture d'essai soit un réfracteur pour obtenir un examen subjectif. Des tests auxiliaires pour les structures et la physiologie anormales peuvent être effectués via un test à la lampe à fente, qui examine la cornée, la conjonctive, la chambre antérieure et l'iris.

## Complications
L'hypermétropie est en général découverte avant l'âge adulte. Si elle est faible, elle peut régresser spontanément. Sinon, elle se stabilise. Dans certains cas, on peut même observer une « myopisation ».
Dans certains cas, l'hypermétropie est susceptible de se compliquer de certaines pathologies :
- strabisme convergent et risque d'amblyopie ;
- glaucome aigu par fermeture de l'angle iridocornéen ;
- presbytie dite prématurée : en réalité, l'hypermétropie n'est tout simplement plus compensée

## Correction
Pour obtenir une vision nette, l’image des objets lointains doit être avancée pour être focalisée sur la rétine. La correction de l'hypermétropie a donc pour but de modifier le trajet des rayons lumineux pour qu'ils convergent vers la rétine :
- par des verres de lunettes convexes ;
- par des lentilles de contact ;
- par la chirurgie réfractive par laser excimère ou Lasik.